# Nina Andersen
Nina Andersen (født 20. november 1900 i Horsens, død 3. maj 1990 i København) var en dansk politiker for Socialdemokratiet, folketingsmedlem, kommunalpolitiker og partisekretær. Hun sad i Folketinget fra 1936 til 1943, i 1945 og igen fra 1950 til 1966. Hun var medlem af Københavns Borgerrepræsentation fra 1933 til 1954 og Borgerrepræsentations anden viceformand fra 1950 til 1954.

## Familie og opvækst
Nina Andersen blev født i 1900 i Horsens, som den næstældste af otte børn, i et stærkt socialdemokratisk hjem.  Opvæksten var præget af nøjsomhed med  moderen, Johanne Schaltz (1876-1949), der var syerske, og faderen, Jens Peter Andersen (1870-1956), der også var politiker og redaktør på forskellige lokale socialdemokratiske dagblade. Familien flyttede efter faderens redaktørstillinger, først i 1903 til Holstebro, og senere  i 1907 til Svendborg.
Nina Andersen stiftede aldrig selv familie, men familien og børnene blev de sager, hun kæmpede for politisk.

## Uddannelse
Nina Andersen var bogligt dygtig, men hendes uddannelsesmuligheder blev  begrænset af hendes fars overbevisning om at prioritere det kollektive gode frem for individuelle fordele. I stedet for at støtte muligheden for videregående uddannelse, fremhævede han vigtigheden af at støtte den bredere skolesag frem for at opnå personlige fordele for sin familie.
Dette principielle valg reflekterede hun positivt over senere i livet: 
| „ | Jeg kunne sikkert have taget studentereksamen og havde antageligt valgt at læse til jurist eller cand.polit., men den nære og lykkelige forbindelse, jeg har haft med fagbevægelsen og særligt med det socialdemokratiske parti, ville jeg ikke have fået på den måde, som det nu er sket og som har fyldt mit liv på en helt storartet måde. | “ |
|   | — Nina Andersens upublicerede erindringer |   |

I stedet for gymnasiet blev Nina Andersen kontoruddannet og tog til København som 17 årig sammen med sin storesøster Erna Andersen. Her tog hun kurser i stenografi og sprog, og indhentede den manglende uddannelse gennem sit arbejde og engagement inden for socialdemokratiet. Hun deltog i den Socialdemokratiske Arbejderskole fra 1923 til 1927 og fortsatte sin uddannelse i Tyskland ved den tyske arbejderbevægelses højskole i Tinz (de), Thüringen i 1927. Her blev hun introduceret for reformpædagogiske ideer og etablerede et internationalt netværk. Hendes internationale engagement fortsatte med studieophold i England på Morley College (en) og London School of Economics i 1934 samt på Ruskin College (en) ved Oxford i 1938.

## Politisk karriere
Efter ankomsten til København engagerede Nina Andersen sig i Danmarks Socialdemokratiske Ungdom (DSU) og blev hurtigt en central figur, idet hun opnåede ledende poster, herunder formand for DSU's lokalafdeling Lygten på Nørrebro. Hendes aktive deltagelse i ungdomsbevægelsen mellem 1926 og 1931 førte til flere tillidsposter.
I 1936 overtog hun Oluf Andersens folketingsmandat for Østre Storkreds frem til folketingsvalget i 1939. Her blev hun valgt ind for Søndre Storkreds frem til folketingsvalget i 1943. Efter Helga Larsens udtræden i 1937, var hun i en periode den eneste kvinde for Socialdemokratiet i Folketinget. Efter krigen måtte Laurits Hansen udtræde af Folketinget som følge af hændelser under besættelsen, og Nina Andersen overtog mandatet for Søndre Storkreds frem til folketingsvalget i slutningen af 1945.
Først ved folketingsvalget i 1950 blev Nina Andersen valgt ind igen, denne gang på et mandat fra Østre Storkreds. Hun blev genvalgt først ved folketingsvalget i april 1953, og dernæst i september efter grundlovsændringen og Landstingets afskaffelse. Hun blev tillige genvalgt ved Folketingsvalgene i 1957, 1960 og for sidste gang 1964. 
Ved det første folketingsvalg efter grundlovsændringen i 1953 havde Nina Andersen sit umiddelbare bedste valg med 13.751 personlige stemmer.  Det var det femte højeste antal personlige stemmer ved det valg. Selvom hun kun stod som nummer 7 på partilisten for Østre storkreds, blev hun valgt ind som nummer 2 i kredsen lige efter statsminister og partiformand, Hans Hedtoft. Ved folketingsvalget i 1966, hvor Socialdemokratiet, under Jens Otto Krag, havde stor tilbagegang, stillede Nina Andersen, nu 66 år, ikke op.
Ud over sit arbejde i Folketinget var Nina Andersen medlem af Socialdemokratiets hovedbestyrelse fra 1931 og senere af forretningsudvalget fra 1939, hvor hun forblev indtil 1962, i mange år sammen med socialdemokratiets to andre kvinder og stemmeslugere, Edel Saunte og Viola Nørløv. Edel Saunte trådte helt ud af Folketinget samme år for at blive Københavns Kommunes første kvindelige borgmester. 
Hendes arbejde udvidede sig til international politik, da hun blev medlem af Den Internationale Socialdemokratiske Kvindekomité fra 1934 til 1965 og formand for Socialdemokratiske Kvinders Internationale Råd fra 1955 til 1959. Lokalt arbejdede hun i Borgerrepræsentationen fra 1933 til 1954.
Nina Andersen havde også en række tillidsposter. Hun var medlem af Statsradiofoniens Børne- og Ungdomsudvalg fra 1936 og dets formand fra 1946, samt medlem af Radiorådet fra 1942. Hendes kvindepolitiske engagement førte hende til en ledende rolle i Danske Kvinders Nationalråd i 1946. Hun havde også formandskabet for den danske UNICEF-komité i en periode.

### Familiepolitik
Nina Andersen var en nøglefigur inden for udviklingen af familiepolitik i Danmark, og hendes arbejde var dybt påvirket af Mellemkrigstidens politiske idéer, der fremhævede statens rolle i samfundet. Inspireret af den østrigske socialist Otto Felix Kanitz (en), organiserede Nina Andersen allerede i de tidlige år en studiekreds fokuseret på Kanitz’ reformpædagogiske teorier om opdragelse og socialisme.
Nina Andersens familiepolitiske holdninger var også formet af de svenske velfærdsstatsideologer Alva Myrdal og Gunnar Myrdal. Deres vision om et socialpolitisk program, præsenteret i "Kris i befolkningsfrågan" i 1934, influerede hende stærkt, især deres idé om undervisning i familiekundskab i skolerne for at fremme ideen om en  moderne familie med ligestilling mellem kønnene.
I 1936 blev Nina Andersen involveret i befolkningskommissionen, hvor hun bidrog til udviklingen af politik om graviditetsomsorg og fødselsforberedelse og var ordfører for Socialdemokratiet, da den første abortlov (Svangerskabslov af 1937) blev foreslået. I lovbehandlingen i Folketinget fremgår det at Nina Andersen havde en del at sige om lovens udformning, som Socialdemokratiets ordfører på området. I lovforslaget ville kvinder nu kunne få en abort under særlige omstændigheder, fx. hvis kvindens eget liv var i fare, eller hvis svangerskabet var resultatet af voldtægt. Grundlæggende var Nina Andersens ærinde at forbedre forholdene for kvinder og børn. Hun argumenterer for, at samfundets økonomiske og sociale forhold ikke bør tvinge kvinder ind i en situation, hvor abort bliver en udvej.
| „ | Det er jo ikke Kvindernes manglende Lyst til at faa Børn eller deres Forhippethed efter at prøve en Svangerskabsafbrydelse, som foraarsager det meget store Antal af disse. [...] Nej, disse Svangerskabsafbrydelser skyldes [...] økonomiske eller sociale Grunde. | “ |

Løsningen var for hende at takle de disse sociale og økonomiske årsager gennem svangerskabsforebyggende midler, økonomisk støtte, og ændringer i samfundets opfattelse af ugifte mødre samt stigmatisering og økonomiske konsekvenser relateret til moderskab.
| „ | Der maa derfor herfra i Dag afgives et Løfte til Kvinderne. Der maa gives et direktiv til Befolkningskommissionen, som beskæftiger sig med Forhold, der vedrører den sociale Side af dette Spørgsmål, og som for øvrigt allerede har drøftet Forholdsregler, som gaar i den ønskede Retning, og endelig maa der udøves et Pres over for den offentlige Mening i Retning af at skabe en sundere Indstilling over for Konstellationen: Moder og Barn, den ugifte saavel som den gifte Moder. | “ |

Derudover ville hun forbedre vilkårene og omsorgen for gravide kvinder og mødre, så de derigennem havde mulighed for at blive på arbejdspladsen og fortsætte med at forsørge sig selv og deres børn. Nina Andersen var stor fortaler for at oprette svangerskabsklinikker for at støtte de gravide både før og efter fødslen, sammen med oprettelsen af pålidelige pasningstilbud.
I forhold til lovforslaget angående reklamering med og salg af svangerskabsforebyggende midler noter hun blandt andet, at det er positivt at svangerskabsforebyggende midler skal godkendes af Sundhedsstyrelsen og kun sælges  fra apoteker eller autoriserede udsalgssteder. Her argumenterer hun yderligere for, at man regulerer et kontrolleret prisniveau med henvisning til svenske forhold.
Hendes betydelige bidrag til Socialdemokratiets familiepolitik blev cementeret, da hun skrev artiklen om emnet i "Idé og arbejde", et festskrift til partiformand Hans Hedtoft. Efter Socialdemokratiets succes ved valget i 1953, hvor både Andersen og Hedtoft opnåede betydelige personlige stemmer og Hedtoft blev genvalgt som statsminister, blev Andersen den ledende skikkelse i partiets familiepolitik.

### International ligestillingspolitik
I 1943 brød Nina Andersen nye barrierer indenfor Socialdemokratiet ved at blive partiets første kvindelige partisekretær, en position hvor hun særligt fokuserede på kvindeudvalgsarbejde og internationale kvindespørgsmål. Hun engagerede sig dybt i at motivere og inspirere gennem foredrag i de lokale socialdemokratiske kvindeudvalg, med målet om at engagere kvinder fra forskellige baggrunde og livssituationer.
Nina Andersens erfaringer som kvinde i politik var ikke altid problemfri. Hun reflekterede over sin tid i partiet og beskrev sin rolle som et "kvindeligt gidsel", et citat der belyser de udfordringer, hun stod overfor. Hun gav udtryk for en kritik af de socialdemokratiske mænds holdninger i et interview i 1983, hvor hun forklarede:
| „ | Jeg siger altid, at socialdemokratiske mænd har været noget af det mest reaktionære, men jeg forstår hvorfor. Fordi alle disse mænd, som havde set deres mødre slide sig op i vaskebaljen, de havde et ideal: ‘Min kone skal ikke arbejde.’ Og egentlig var det ud fra en smuk tanke, men det fremmede jo ikke kvindefrigørelsen. | “ |

Hendes internationale engagement var markant, specielt som medlem af Den Internationale Socialdemokratiske Kvindekomité fra 1934 til 1965 og som forperson for Socialdemokratiske Kvinders Internationale Råd fra 1955 til 1959. Nina Andersen udviklede et omfattende netværk af kontakter, primært tyske og svenske, fra sine tidlige år på arbejderbevægelses højskole i Tinz (de). Den svenske socialdemokratiske kvindeorganisation (sv) spillede en særlig rolle i udformningen af Nina Andersens politiske ideer, med Disa Wästberg (sv) som en nøgleinspirationskilde.